# Carson River Valley (Washington)
Carson River Valley es un lugar designado por el censo ubicado en el condado de Skamania en el estado estadounidense de Washington. En el año 2000 tenía una población de 2.116 habitantes y una densidad poblacional de 174,8 personas por km².

## Demografía
Según la Oficina del Censo en 2000 los ingresos medios por hogar en la localidad eran de $33.598, y los ingresos medios por familia eran $40.519. Los hombres tenían unos ingresos medios de $31.413 frente a los $25.478 para las mujeres. La renta per cápita para la localidad era de $14.922. Alrededor del 13,7% de la población estaban por debajo del umbral de pobreza.